# Długołęka (Podlachie)
Długołęka   est un village polonais de la gmina de Krypno dans le powiat de Mońki et dans la voïvodie de Podlachie. Il se situe à environ 3 kilomètres au sud de Krypno, à 15 kilomètres au nord-ouest de Mońki et à 31 kilomètres au nord-ouest de Białystok. 